# Dimitrios Chondrokoukis
Dimítrios Chondrokoúkis (Grieks: Δημήτρηος Χονδροκούκης) (Amarousio, 26 januari 1988) is een Griekse atleet, gespecialiseerd in het hoogspringen. Chondrokoukis heeft tweemaal deelgenomen aan de wereldkampioenschappen atletiek, eenmaal indoor en eenmaal outdoor. Outdoor eindigde hij op een vijfde plek, het indoorkampioenschap won hij. Chondrokoúkis werd in 2012 betrapt op dopinggebruik en voor twee jaar geschorst. Sinds 2015 komt hij uit voor Cyprus.

## Biografie

### Eerste resultaten als junior
De internationale sportcarrière van Chondrokoukis begon op zijn zeventiende: hij werd uitgezonden naar de WK voor B-junioren in Marrakesh. Hij eindigde hier op een twaalfde positie. Een jaar later, in 2006, verbeterde Dimitrios Chondrokoukis zijn persoonlijk record met tien centimeter tot 2,21 m. Datzelfde jaar eindigde hij op een zesde positie bij de wereldkampioenschappen voor junioren. Ook in 2007 wist de Griekse atleet zich enigszins te verbeteren.

### Blessure-tegenslag
Zijn eerste jaar bij de senioren pakte echter helemaal verkeerd voor hem uit. Chondrokoukis kreeg een zware blessure aan zijn achillespees, waaraan ook geopereerd moest worden. Daardoor was 2008 voor hem een verloren sportjaar en ook in 2009 presteerde hij nog niet op zijn oude niveau. Pas in 2010 kwam Chondrokoukis weer boven hoogtes uit van 2,20. Deze stijgende lijn zette zich door in 2011. Hij wist driemaal een hoogte van 2,32 te springen, onder andere een keer bij de wereldkampioenschappen van Daegu wat hem een vijfde eindpositie opleverde. Dit ondanks problemen met trainingsomstandigheden, die ontstonden door bezuinigingen in verband met de Europese staatsschuldencrisis.

### Wereldindoorkampioen
Chondrokoukis wist wederom iets boven zichzelf uit te groeien bij de wereldindoorkampioenschappen van 2012. Hij sprong in zijn eerste poging 2,33, waardoor hij onverwacht wereldindoorkampioen werd. Deze hoogte betekende, dat hij nu zowel indoor als outdoor na Lampros Papakostas de beste Griekse hoogspringer ooit is.

### Doping
Daags voor de opening van de Olympische Spelen van 2012 in Londen werd Chondrokoukis uit de Griekse ploeg gezet, vanwege het gebruik van stanozolol. Hij werd vanwege deze overtreding voor de duur van twee jaar, tot 26 juli 2014, geschorst.

### Uitkomen voor Cyprus
In juni 2013 kondigde Chondrokoukis aan, dat hij na afloop van zijn schorsingsperiode voortaan voor Cyprus zou uitkomen. Dit was mogelijk, aangezien zijn moeder in het Cypriotische Karavas is geboren.
In 2015, het eerste volledige wedstrijdjaar na het uitzitten van zijn schorsing, pakte Chondrokoukis direct goed uit door op 13 februari tijdens de Griekse indoorkampioenschappen het Cypriotische record van 2,32, sinds 2008 op naam van Kyriakos Ioannou, te evenaren. Op de kort daarop volgende Europese indoorkampioenschappen in Praag kon hij dit niveau echter niet vasthouden en kwam hij niet door de kwalificatieronde heen. Ook outdoor sprong hij dat jaar niet over de 2,30. Toch werd op basis van zijn indoorprestatie geselecteerd voor de WK in Peking. Een terechte beslissing, zo bleek, want in de kwalificatie kwam hij daar tot 2,31, waarna hij in de finale met 2,25 op de elfde plaats eindigde.
Een jaar later nam hij zowel deel aan de Europese kampioenschappen in Amsterdam als de Olympische Spelen in Rio. Opvallend daarbij was, dat hij beide keren de finale haalde, maar daarin geen rol van betekenis kon spelen. Zelfs slaagde hij er niet in om de sprongen die hij in de kwalificatierondes had neergezet, te evenaren, terwijl de hoogte van 2,30 voor de Grieks-Cyprioot het gehele jaar buiten bereik bleef. 
Chondrokoukis komt uit voor de atletiekvereniging Olympiakos SFP. Hij studeert informatica aan de Universiteit van Piraeus. Hij wordt getraind door zijn vader Kyriakos Chondrokoukis.

## Titels
- Wereldindoorkampioen hoogspringen - 2012
- Balkan-kampioen hoogspringen - 2015
- Grieks kampioen hoogspringen - 2011

## Persoonlijke records
Outdoor
| Onderdeel    | Prestatie | Datum        | Plaats |
| ------------ | --------- | ------------ | ------ |
| hoogspringen | 2,32 m    | 20 juni 2011 | Izmir  |

Indoor
| Onderdeel    | Prestatie        | Datum            | Plaats    |
| ------------ | ---------------- | ---------------- | --------- |
| hoogspringen | 2,33 m           | 11 maart 2012    | Istanboel |
|              | 2,32 m (Cyp. NR) | 13 februari 2015 | Piraeus   |

## Prestatieontwikkeling
| Jaar | Indoor | Outdoor |
| ---- | ------ | ------- |
| 2005 |        | 2,11    |
| 2006 | 2,14   | 2,21    |
| 2007 |        | 2,24    |
| 2008 |        |         |
| 2009 | 2,22   | 2,18    |
| 2010 | 2,21   | 2,23    |
| 2011 | 2,29   | 2,32    |
| 2012 | 2,33   | 2,32    |
| 2013 |        |         |
| 2014 |        |         |
| 2015 | 2,32   | 2,31    |
| 2016 | 2,24   | 2,26    |

## Palmares
Kampioenschappen

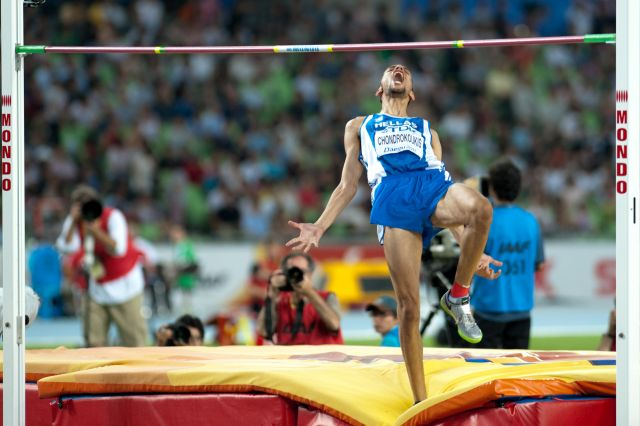
Chondrokoukis viert een geslaagde poging bij het WK in Daegu

- 2005: 12e WK voor B-junioren - 2,04 m
- 2006: 6e WK U20 - 2,19 m
- 2007: 4e EK U20 - 2,21 m
- 2009: 11e EK U23 - 2,14 m
- 2011: 5e EK indoor - 2,29 m
- 2011:  Europese teamkamp. - 2,32 m
- 2011: 5e WK - 2,32 m
- 2012:  WK indoor - 2,33 m
- 2015: 19e in kwal. EK indoor - 2,19 m
- 2015:  Balkankamp. - 2,24 m
- 2015: 5e WK - 2,25 m (in kwal. 2,31 m)
- 2016: 7e EK - 2,24 m (in kwal. 2,25 m)
- 2016: 12e OS - 2,25 m (in kwal. 2,26 m)

Diamond League-podiumplaatsen
- 2011:  Weltklasse Zürich - 2,32 m
- 2012:  Qatar Athletic Super Grand Prix - 2,32 m